# Oxypetalum joergensenii
Oxypetalum joergensenii là một loài thực vật có hoa trong họ La bố ma. Loài này được T. Mey. mô tả khoa học đầu tiên năm 1943.